# Jancsó Béla (festőművész)
Idősebb kezdivásárhelyi Jancsó Béla (Budapest, 1896. március 23.–Budapest, 1977. március 17.), festőművész.

## Élete
Az ősrégi székely nemesi kézdivásárhelyi Jancsó családnak a sarja; ősük Jancsó János kézdivásárhelyi lovas nemes 1613. július 13-án Báthory Gábortól címeres nemeslevelet szerzett. Apja kézdivásárhelyi Jancsó János (1866–1932), postaigazgató, a budapesti központi távírda főnöke, az Országos Postatisztviselő Kaszinó elnöke, a Budapesti (Budai) Polgári Lövészegylet és a Postás Sport Egyesület alelnöke, a Signum Laudis a vitézségi érem, az olasz Szent Móric és Lázár rend lovagkeresztjének a tulajdonosa, anyja Bauer Rozália (1872–1910). Az apai nagyszülei kézdivásárhelyi Jancsó Károly (1831–1920), 1848-49-es honvédőrmester, és Gocsmán Ágnes (1844–1912) voltak. Jancsó János postaigazgató neje halála után 1923. november 10-én Budapesten, feleségül vette Bódy Vilmát (1859–1950). Jancsó Béla leánytestvére Jancsó Ida (1898–†?) testnevelési tanárnő, akinek a férje Nonn Gábor (1892–†?), kereskedelmi magán hivatalnok.
Jancsó Béla 1921-ben iratkozott be a Képzőművészeti Főiskolára, ahol Benkhard Ágost növendéke volt, művészeti tanulmányait a miskolci művésztelepen folytatta, majd Szentendrén és Felsőbányán dolgozott. Főleg portrékat és tájképeket festett. Állandó kiállítója volt a Szinyei Társaságnak és a Műcsarnoknak. 1927-től szerepeltek művei kiállításokon, nagyobb anyaggal vett részt a Budai Szépművészeti Társaság és a Műbarát tárlatain.

## Házassága és leszármazottjai
Feleségül vette Budapesten 1932. július 21-én a nemesi származású derzsi és besztercebányai Sártory Magdolna Franciska (Budapest, 1911. december 18.–†Budapest, 1978. január 1.) kisasszonyt, akinek a szülei derzsi és besztercebányai Sártory Antal (1862–1919), pénzügyi főtanácsos, és Takszner Jolán (1879–1966) voltak. Az apai nagyszülei derzsi és besztercebányai Sártory Antal (1829–1896), pénzügyminiszeriumi tanácsos, az országos kataszteri felmérési igazgató, és sauloveci Kiss Regina (1840–1912) voltak. Az anyai nagyszülei Taxner István és Sifkovics Franciska voltak. Jancsó Béla és Sártory Magdolna házassága zátonyra futott és elváltak. Sártory Magdolna ezután 1958-ban férjhez ment a nemesi származású boldogfai Farkas családból való boldogfai Farkas Lajos (*Újudvar, 1910. március 28. – †Budapest, 1989. március 27.) okleveles vegyészhez, honvéd zászlóshoz, akinek a szülei idősebb boldogfai Farkas Lajos (1878–1930) népfelkelő szakaszvezető címzetes őrmester, törökudvari uradalmi ispán és pósfai Horváth Irma (1884–1959) voltak. Jancsó Béla és Sártory Magdolna frigyéből született:
- Jancsó Béla
- Jancsó Judit
- Jancsó Zsuzsanna